# Bunkermuseum Hagen
Das Bunkermuseum Hagen ist im Untergeschoss eines Hochbunkers in Hagen in Nordrhein-Westfalen eingerichtet und wurde 2013 eröffnet.
Finanziert wird das Privatmuseum über Eintrittsgelder.

## Geschichte
Hagen war zu Beginn des Zweiten Weltkrieges ein wichtiger Eisenbahnknotenpunkt und Rüstungsindustriestadt mit etwa 150.000 Einwohnern (1939). Durch Bomberangriffe wurde die Stadt bis 1945 zu etwa 72 %  zerstört. Am 1. Oktober 1943 flogen 229 viermotorige Lancaster-Bomber der Royal Air Force einen ersten von vier schweren Großangriffen auf die Stadt. Bis zum 14. April 1945 mit dem Einmarsch der Alliierten in Hagen waren von 11036 Gebäuden 2161 völlig zerstört, 1418 schwer, 548 mittel und 1184 leicht beschädigt. Der Zerstörungsgrad des Stadtkerns betrug nahezu 100 %. Der verfügbare Wohnraum wurde von 15 m² pro Kopf (1939) auf 3,9 m² vermindert.
Der Bunker wurde nicht nur als Schutzraum während der Angriffe genutzt, sondern konnte aufgrund der massiven Zerstörung der Stadt Hagen ab 1943 schon während des Krieges auch als sogenannter Schlafbunker mit kleinen Kammern in der Größe von 2 × 3 m für jeweils eine Familie angemietet werden. Nach dem Krieg wurde der Bunker als Notunterkunft für Ausgebombte verwendet. Seit 1948 war der Betonklotz, obwohl er bis heute keinerlei Fenster hat, Hotel (Hotel Stadt Hagen) mit der in Hagen sehr renommierten Bar Jägers Gute Stuben. Er diente zudem als Lager für ausgebombte Geschäfte, beherbergte die Räumlichkeiten der Fahrschule Ebbinghaus, war später Vereinsstätte des VfL Handballvereins Hagen, eines Schießvereins, der Spielegesellschaft La Famiglia und wird bis heute als Requisiten-Lager des Hagener Stadttheaters genutzt.
Der Bunker in der Bergstraße 98 (15/HAG/5) ist einer von sieben Hochbunkern in Hagen und von 15 im damaligen Hagener Gau-Gebiet, das auch Bezirke wie Wetter und Herdecke umfasste. Der Hochbunker Bergstraße entstand im Rahmen des Führer-Sofortprogramms vom 10. Oktober 1940 und hat 4 Obergeschosse und ein Kellergeschoss. Neben den Hochluftschutzbunkern wurden in Hagen auch etwa 160 Luftschutzstollen gebaut.
Der Bau des Bunkers in der Bergstraße begann im Winter 1940/1941 nach Plänen des Hagener Architekten Phillipp Röll und wurde 1942 fertiggestellt. Der Bunker hat eine Grundfläche von etwa 700 m² (rechteckiger Grundriss mit etwa 35 × 20 m, im Gesamten etwa 3.500 m² Geschossfläche) und sollte in 132 Räumen à 6 m² etwa für 1.200 Menschen Schutz bieten. Bei Fliegeralarm sollen aber bis zu 3.000 Menschen im Bunker gewesen sein. Im Kellergeschoss befindet sich eine kleine Notküche und vier Toiletten sowie ein Waschraum. Insgesamt verfügte der Bunker über ca. 560 Liegeplätze und unzählige Sitzplätze, einen Sanitätsraum, Unterkünfte für die Luftschutz- und Laienhelfer und einen Wachraum für den Bunkerwart.
Die Wände sind bis 1,10 m und im Kellergeschoss sogar 1,80 m dick, die oberste Decke 1,55 m und der unterste Boden 1,10 m. Die Innenwände sind etwa 17,5 – 90 cm dick und die Zwischendecken etwa 15 cm. Das Gebäude ist etwa 13 m hoch. Die Fassade ist unverputzt und verfügt über schießschartenförmige Belüftungsöffnungen.

## Bunkermuseum

### Organisation
Das Bunkermuseum wurde von den Eigentümern im Untergeschoss des Bunkers mit einer Ausstellungsfläche von ca. 500 m² aufgebaut. Es handelt sich um das erste private Bunkermuseum in Nordrhein-Westfalen.

### Ausstellung
Das Ausstellungskonzept wurde von Michaela Beiderbeck erarbeitet. Die Ausstellung erfasst den Zeitraum von 1934 bis 1945. Die Exponate stammen teilweise  aus dem ehemaligen Hochbunker, aber zum überwiegenden Teil wurden sie aus ganz Deutschland, Österreich, Belgien, England und USA zusammengetragen.
Das Untergeschoss mit 21 Räumen befindet sich weitgehend in Original-Zustand wie zu Zeiten der Nutzung als Luftschutzbunker im Zweiten Weltkrieg mit Original-Technik-Installationen, - Einrichtungen und -Gegenständen. Unter anderem ist das Original Notstromaggregat von Klöckner-Humboldt-Deutz noch vorhanden sowie eine restaurierte, funktionsfähige Lüftungsanlage von DELBAG und eine Luftfilteranlage der Fa. Auer. Im Untergeschoss des Museums wird auch eine entschärfte 250-kg-Fliegerbombe (Dauerleihgabe der Stadt Hagen), die im Hagener Stadtgebiet gefunden wurde, ausgestellt. Und seit 2015 kann man hier auch eine sehr seltene Original-V2-Raketenspitze sehen, weil in Hagen die Batterien für diese Rakete produziert wurden. Ebenso finden sich hier viele weitere Exponate zum Luftschutz aus der Zeit des Zweiten Weltkriegs. Zusätzlich bietet das Bunkermuseum eine seltene Ausstellung zur Flugblatt-Propaganda der Alliierten und Besucher haben die Möglichkeit in einem sogenannten „Nachspürraum“ die Atmosphäre der Schutzsuchenden auf weniger als 6 m² in der Enge der Zellen selber nachzuempfinden. Ein weiterer Raum zeigt die archäologischen Funde eines alten, abgestürzten Lancaster-Bombers, um zu zeigen, wovor dieser Bunker damals schützen musste. Den Propellerflügel eines alten Halifax-Bombers sieht man bereits im Eingangsbereich.
2016 wurde dem Museum ein Café angegliedert, das die Stadt Hagen im Stil der Vorkriegs- und Nachkriegsjahre mit vielen alten Postkarten und Utensilien der Zeit widerspiegelt, um den Bunker in seinen historischen Kontext zu betten. Auch das Café ist wiederum wie ein kleines Zeit-Museum.
Der Bunker wurde erstmals am 8. September 2013 im Beisein der Hagener Bürgermeisterin Brigitte Kramps und dem Leiter des Historischen Centrums, Ralf Blank, zum Tag des offenen Denkmals geöffnet. Seit dem 1. Oktober 2013 ist er der breiten Öffentlichkeit regelmäßig zugänglich. Das Museum ist ganzjährig an jedem 2. Samstag mit der Simulation von Fliegeralarm im dunklen Bunker zu besichtigen. Am dritten Sonntag im Monat kann man 15–18 h ohne Führung das Museum besuchen oder am Bunker-Caching mit einem Rätselheft durch den Betonkoloss. Am 4. Samstag im Monat findet um 17 h immer eine historische Führung statt.

### Führungen
Das Ausstellungskonzept sieht neben der Besichtigung der Räumlichkeiten und Exponate auch spezielle Führungen am zweiten Samstag im Monat vor, welche den Besuchern die damalige Realität und Bedrücktheit eines erzwungenen Bunkeraufenthaltes nahebringen soll. Bei diesem, als „Simulation von Fliegeralarm im dunklen Bunker“ bezeichneten, Rundgang im Untergeschoss des Hochbunkers wird den Besuchern mit einer Original-Geräuschkulisse das damalige Bunkerleben, wie zum Beispiel Luftschutzsirenen, Luftlagemeldungen und Motorengeräusche der Bombergeschwader nahe gebracht. Weitere historische Führungen finden auch am vierten Samstag im Monat statt, am dritten Sonntag im Monat kann man in der Zeit zwischen 15 und 18 h den Bunker ohne Führung erkunden oder am Bunker-Caching mit Rätselheft teilnehmen und individuelle Gruppenführungen nach Vereinbarung (auch für Schulklassen zur Unterstützung des Geschichtsunterrichts).
Der Einzugsbereich des Museums erstreckt sich auf ganz Deutschland, Luxemburg, die Niederlande und Belgien.

### Bilder-Galerie

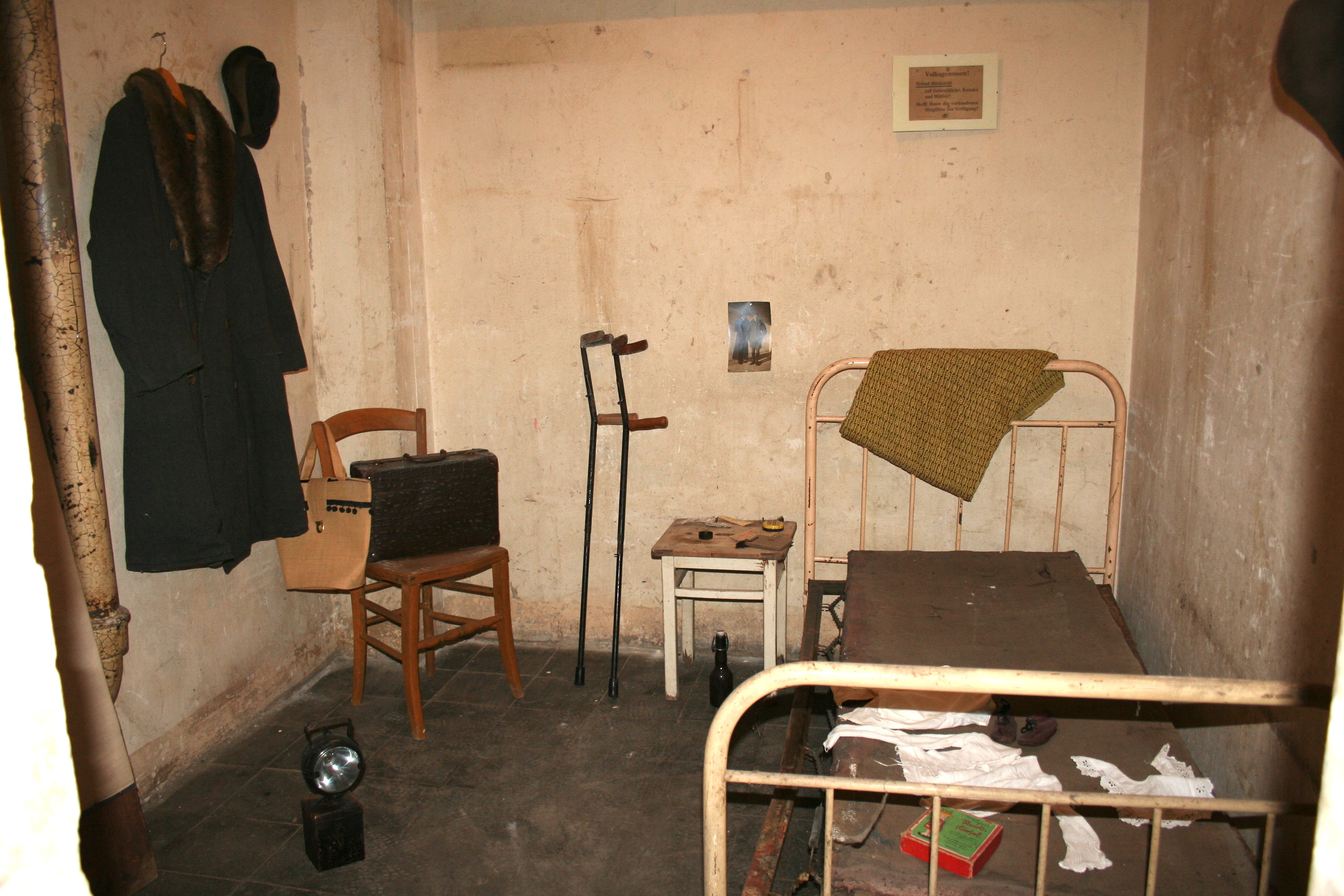
Schlafraum im Bunker
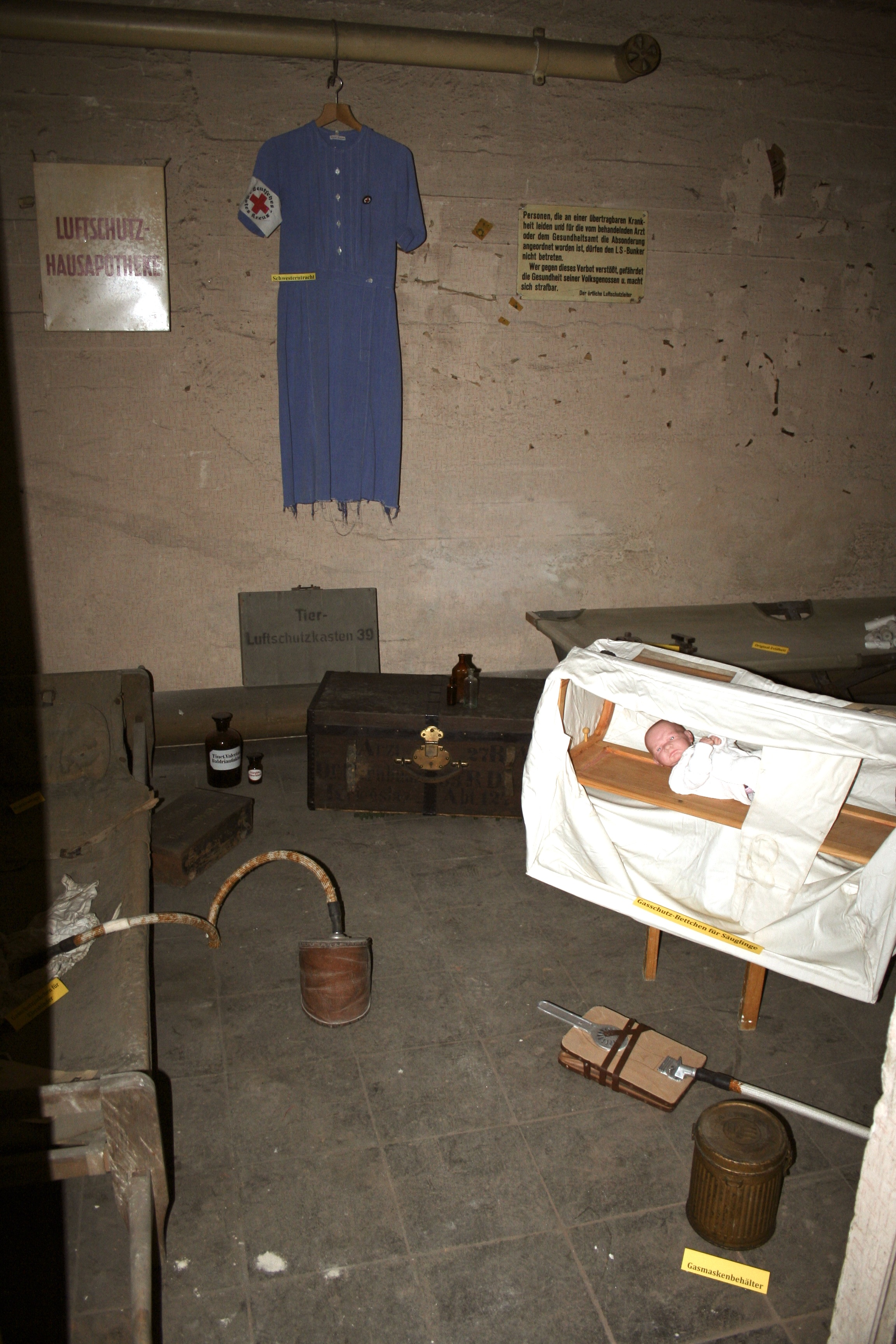
Sanitätsraum
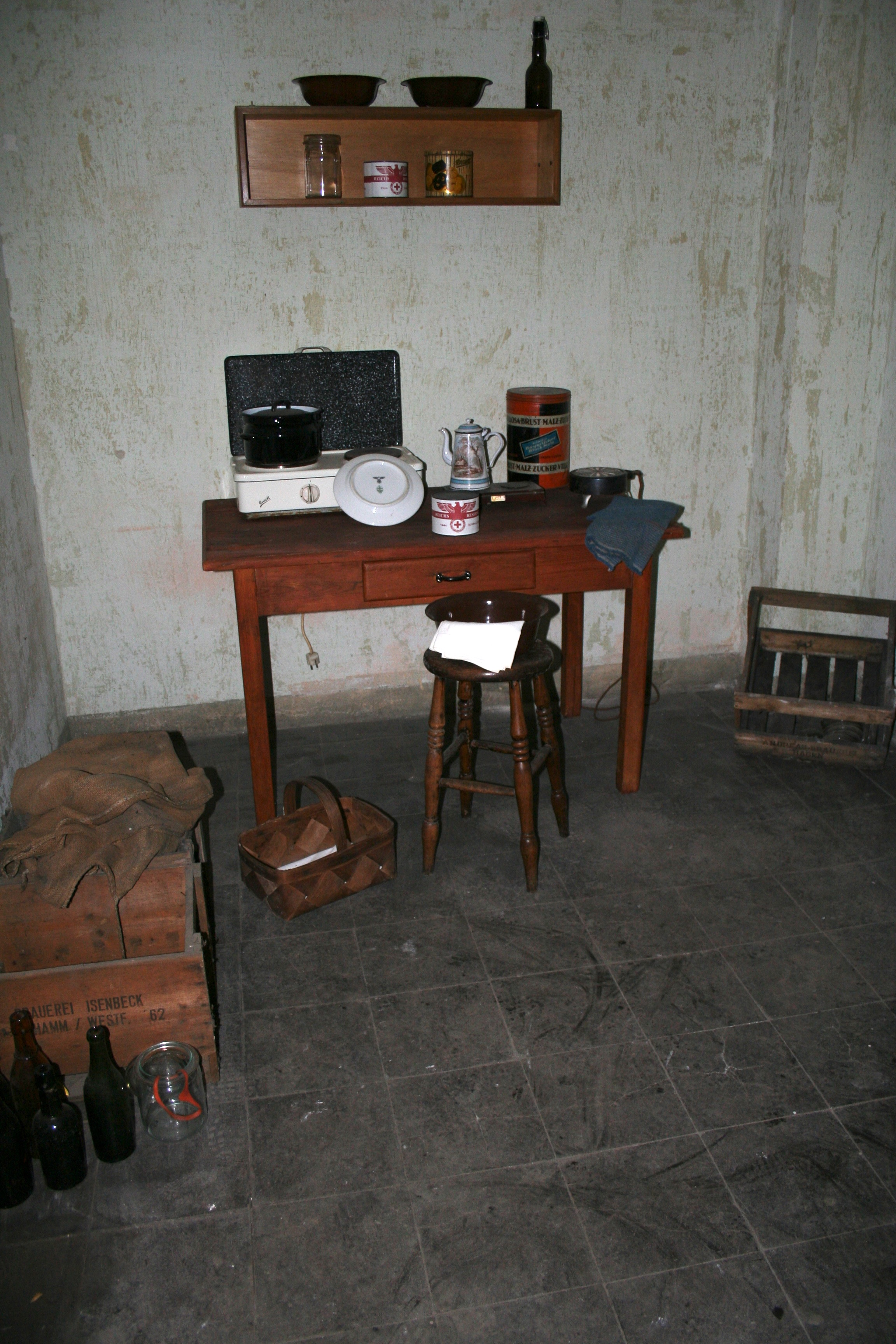
Notküche im Untergeschoss
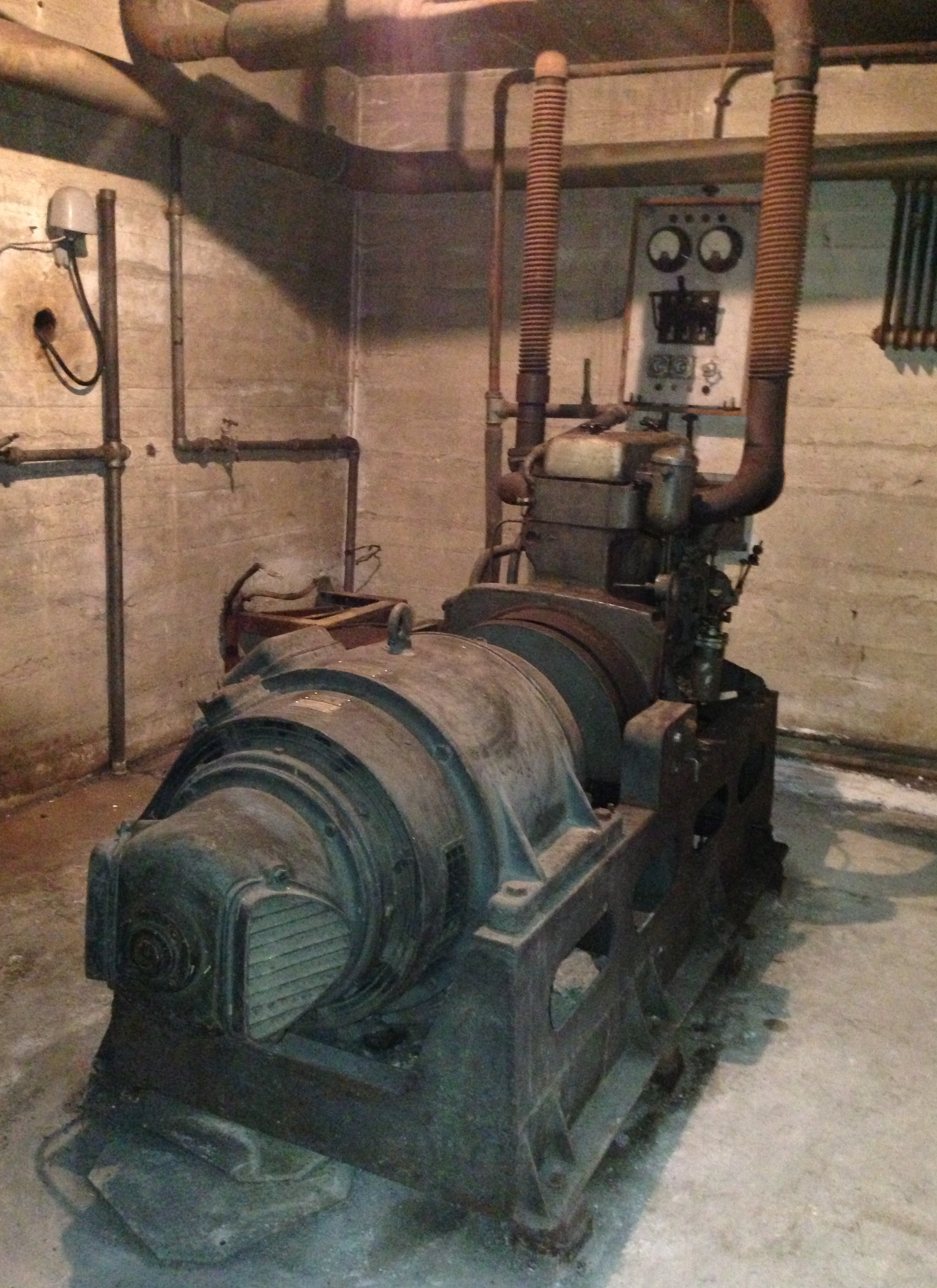
Notstromaggregat Klöckner-Humboldt-Deutz
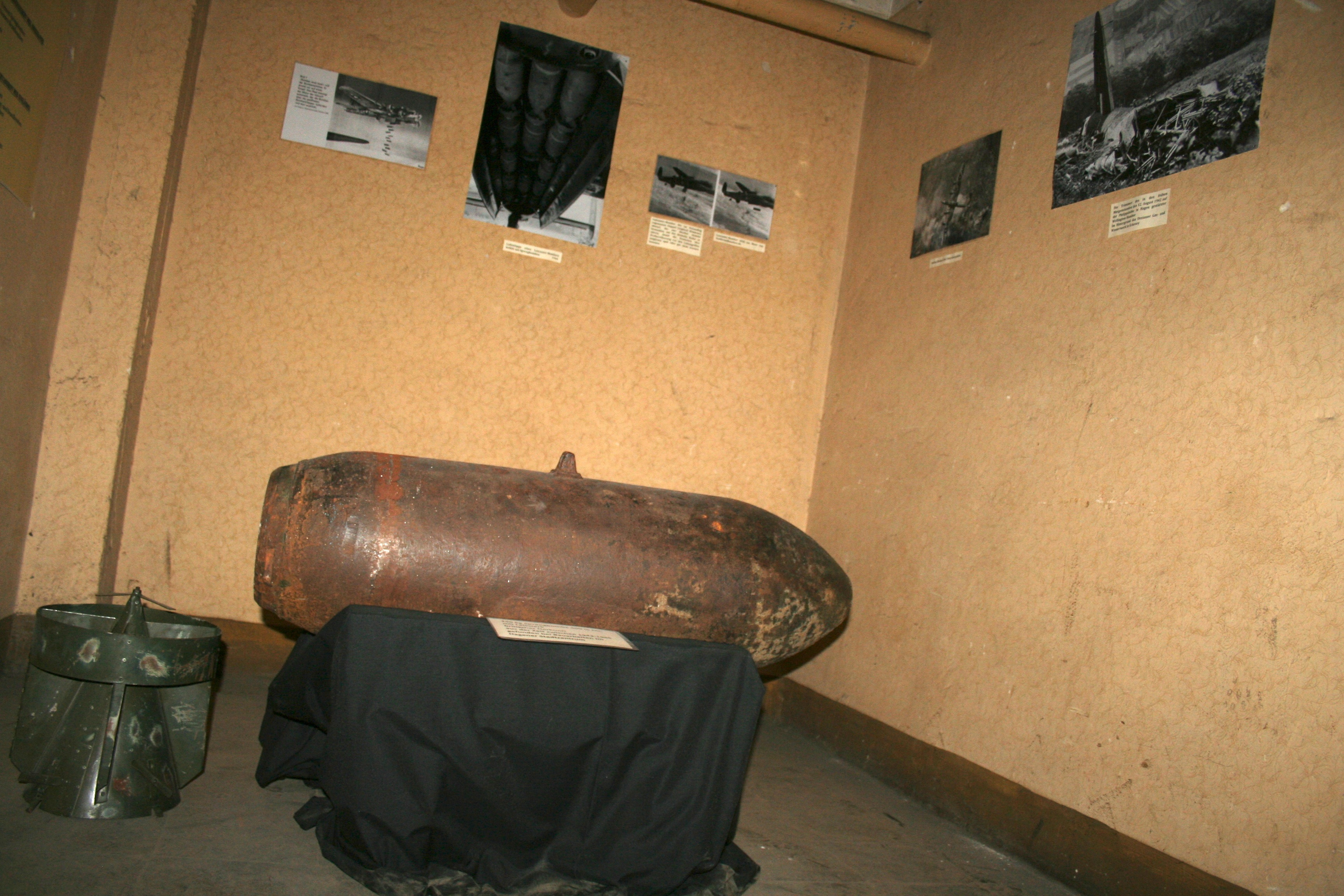
250 kg Fliegerbombe (entschärft)
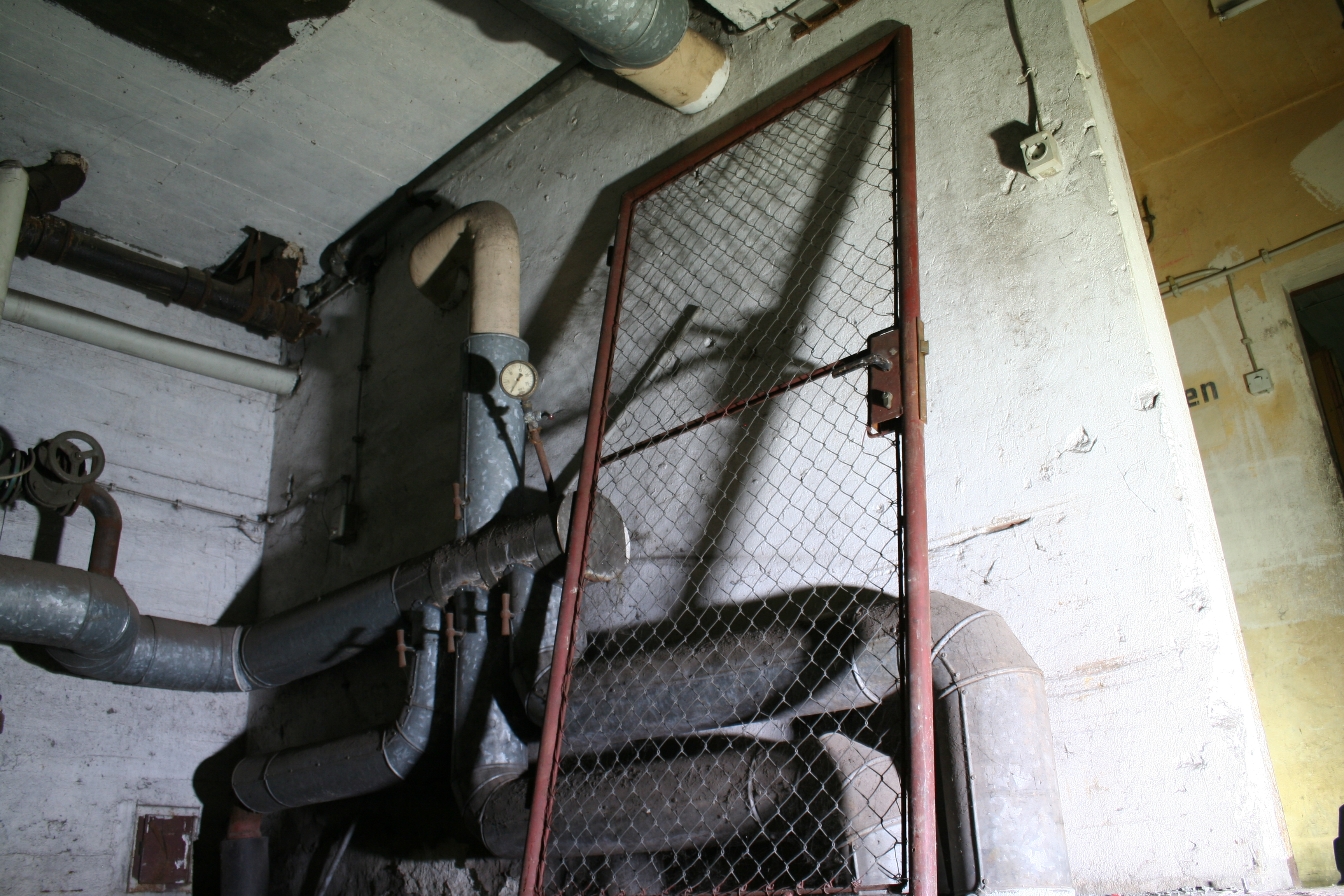
Luftschutzsirene
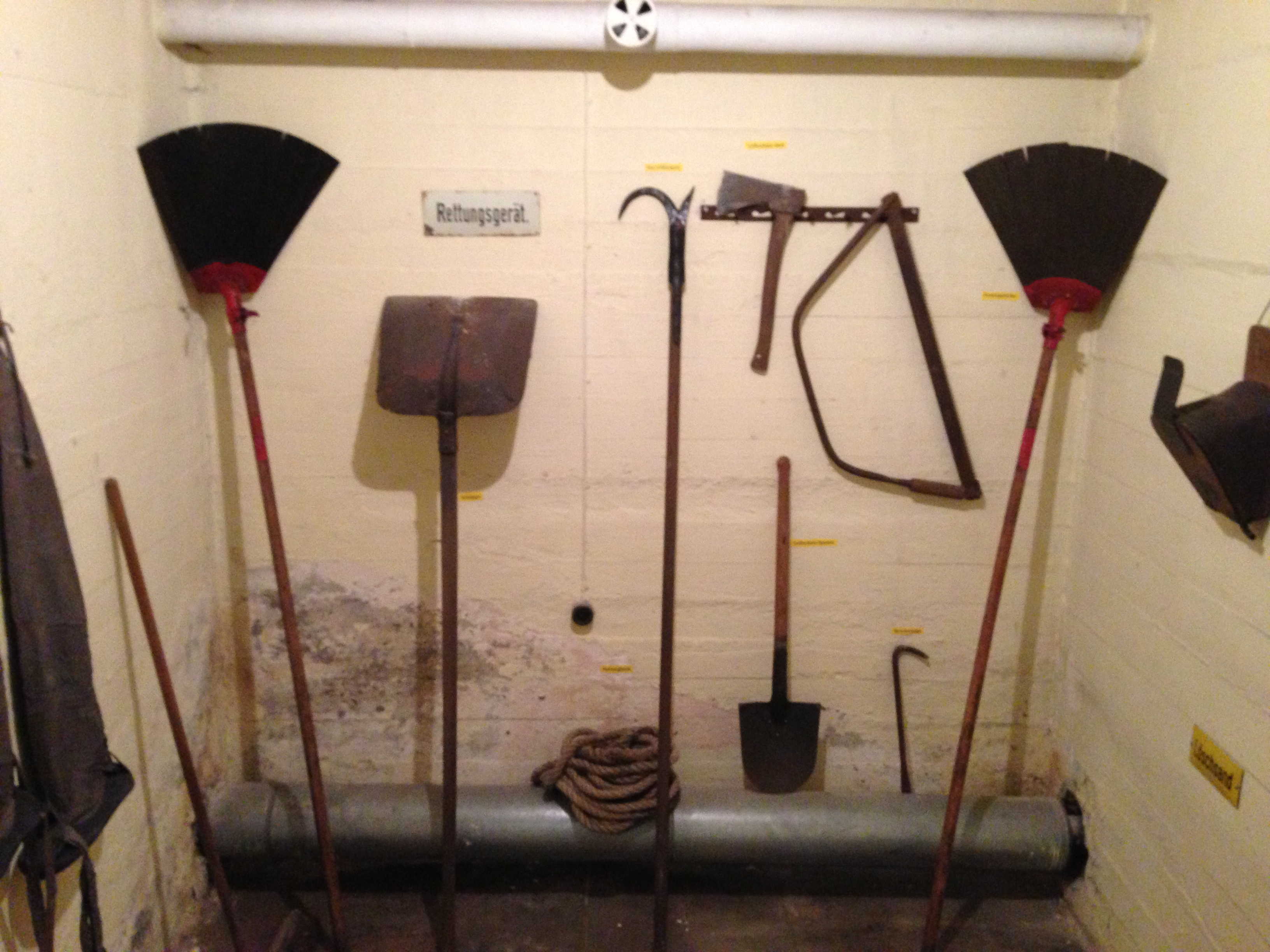
Rettungswerkzeug
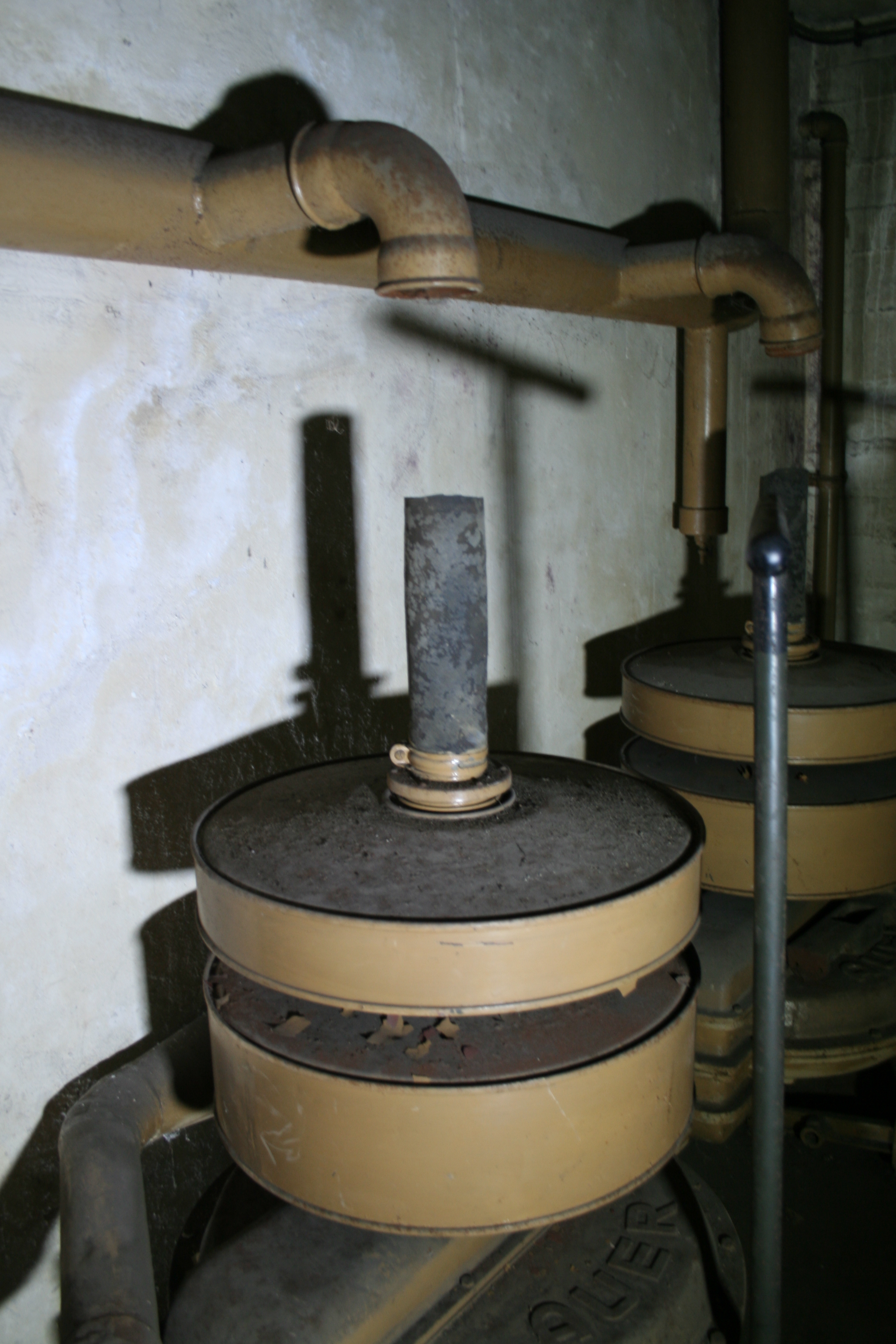
Filteranlage der Fa. Auer.